# Glenn Hofman

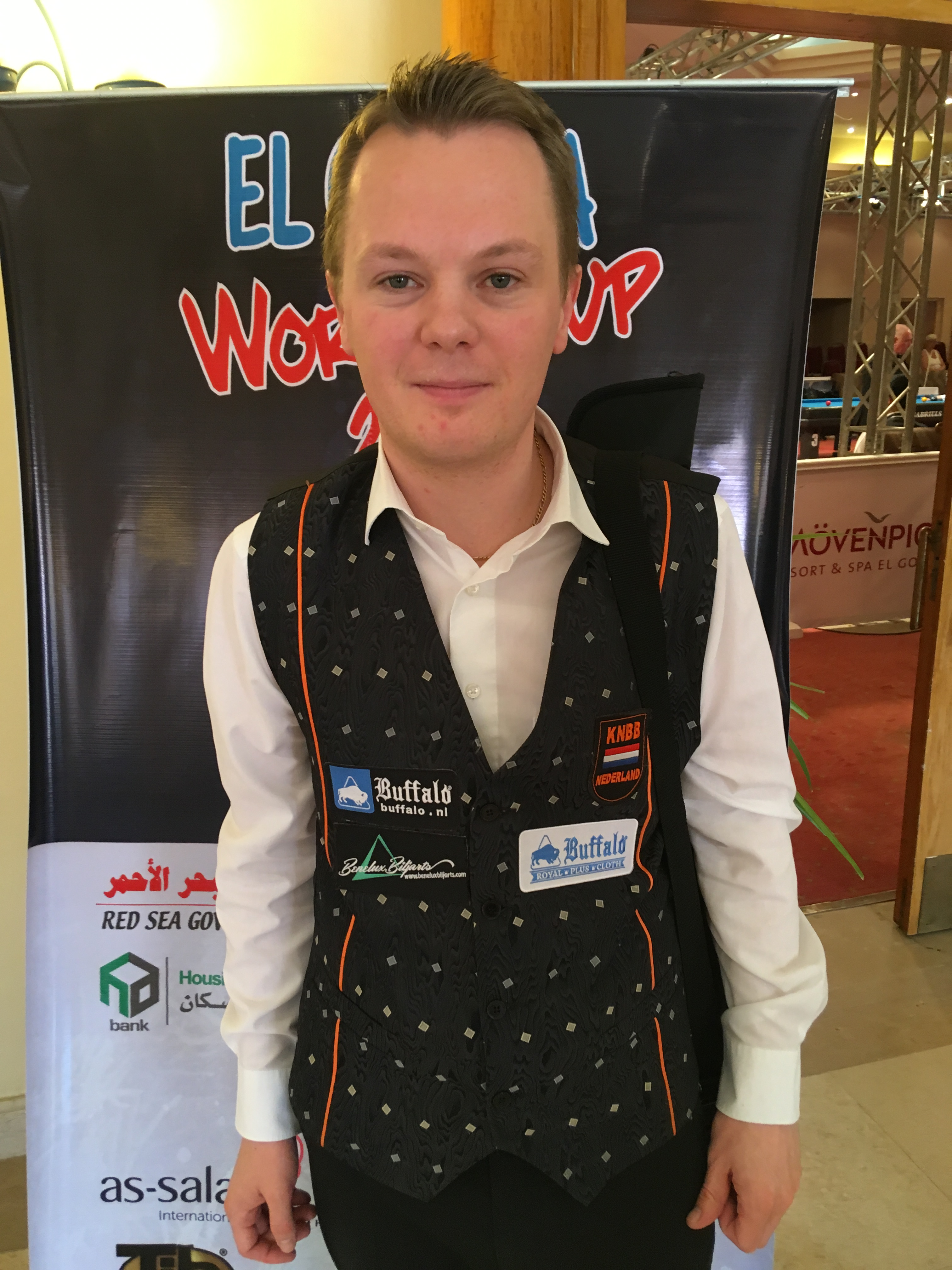
Glenn Hofman poseert

Glenn Hofman (Den Haag, 2 februari 1990) is een Nederlandse carambolebiljarter. 
Hij is op 10-jarige leeftijd, geïnspireerd door zijn vader, begonnen met biljarten. Hij schakelde in zijn jeugd al over van libre naar driebanden en kwam daardoor terecht bij bondstrainer Christ van der Smissen. 

## Titels
Hij veroverde in 2009 en 2011 de Europese jeugdtitel in het driebanden. Bij de senioren heeft hij nog geen titels op zijn naam staan. Zijn beste prestaties zijn daar een gedeelde derde plaats bij het Europees kampioenschap in 2013 en twee tweede plaatsen in de Nederlandse kampioenschappen in 2015/16 en 2016/17. 